# 蘇哈馬亞奇卡河
蘇哈馬亞奇卡河（烏克蘭語：Суха Маячка），是烏克蘭的河流，位於該國中部波爾塔瓦州，屬於馬亞奇卡河的左支流，發源自索科洛瓦巴爾卡東北部，流經新桑扎里區，河道全長12公里。